# Тяньшанский бурый медведь
Тянь-шанский бурый медведь лат. Ursus arctos isabellinus) — обособленный подвид бурого медведя (лат. Ursus arctos), обитающий в горах Памира, Тянь-Шаня и Гималаев. Имеет относительно небольшие размеры: длина тела 1,5-2,2 м, масса 135-200 кг. Однако встречаются и очень крупные особи. На биостанции «Медвежий угол» Фонда «Лосиный остров» в Москве с 2005 года проживает 24-летний (в 2017 году) почти трёхметровый 700-килограммовый гигант Добрыня, темно-бурого окраса с палевым «ошейником», любимец местной детворы. Главный отличительный признак — длинные светлые когти на передних лапах. Тянь-шанский бурый медведь всеяден: питается травами, корневищами, луковицами, фруктами и ягодами. Иногда ловит сурков и пищух. Не откажется и от падали. Роды происходят зимой в берлоге, обычно рождается 1—2 медвежонка.
Статус: 3 категория. Редкий вид, ареал и численность которого сокращается.

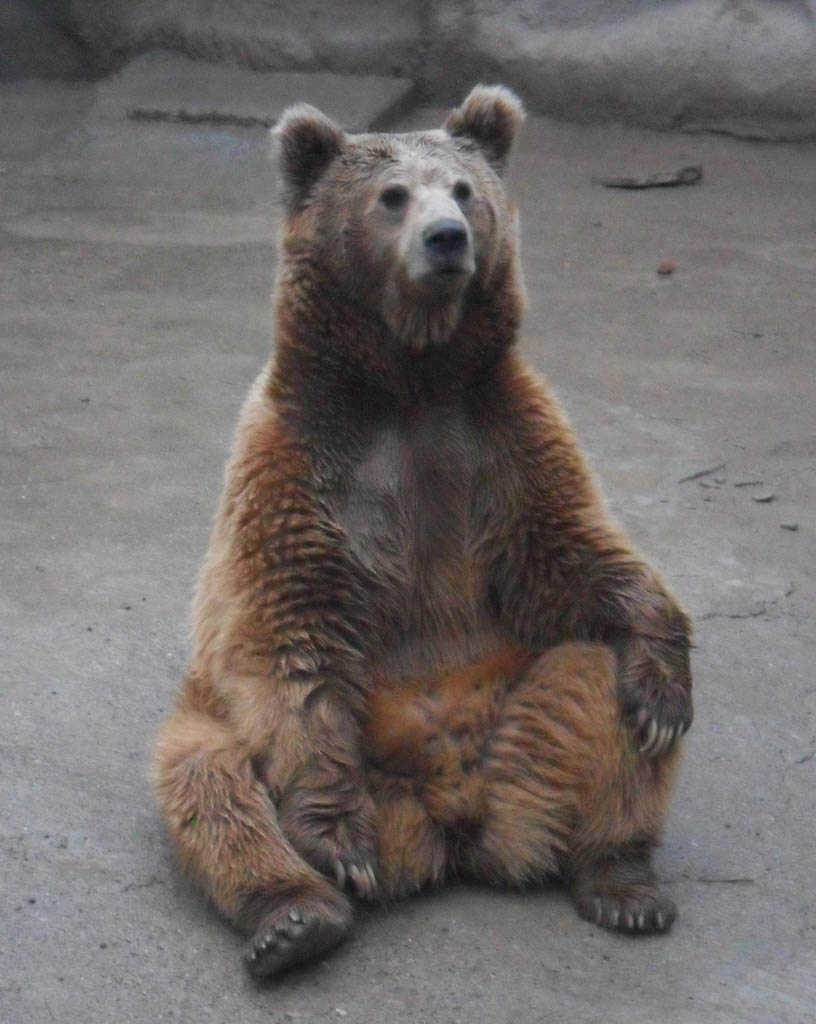
Тяньшанский медведь в ташкентском зоопарке

Распространён на хребтах Тянь-Шаня: Каржантау, Угамский, Пскемский, Чаткальский, Таласский, Киргизский, Заилийский, Кунгей, Тескей, Алайский, Чаткальский, Кетмень, а также на Джунгарском Алатау с периферийными горными массивами Алтын-Эмель, Токсанбай, Кояндытау, Кайкан. В 40-х годах XX в. исчез в Сырдарьинском Каратау.
Распространён на юге Казахстана, в Кыргызстане и является одним из 6-7 подвидов в фауне СНГ. Охраняется в заповедниках Аксу-Джабаглы, Иссык-Кульском, Алма-Атинском, заказниках Алма-Атинском, Лепсинском и Токтинском (Казахстан) и в Чаткальском заповеднике (Узбекистан).